# روان‌شناسی تحلیلی
روان‌شناسی تحلیلی اصطلاحی در روانشناسی است که توسط کارل گوستاو یونگ برای متمایز ساختن نظریات و روش درمان‌گری خود از روان‌کاوی فروید و روان‌شناسی فردی آدلر به کار برده شد.
بنا بر تعریف‌های روان‌شناسانه، روان‌شناسی تحلیلی شیوه‌ای از مطالعه و تفسیر روان و اختلال‌های آن بر اساس ارزش‌های فلسفی و نمادها و تصاویر ازلی و سائق خودکامرواسازی است که کارل یونگ آن را پایه‌گذاری کرده‌است.

## خودآگاه و ناخودآگاه
روان‌شناسی تحلیلی با ساختار و پویایی روان سروکار دارد. روان به خودآگاه و ناخودآگاه تقسیم می‌شود و ناخودآگاه در خدمت ترمیم نقش خودآگاه است. هرگاه نقش خودآگاه بیش از حد یک‌جانبه باشد، ضد ناخودآگاه آن به‌طور خود مختار پدیدار می‌شود تا تعادل آن را حفظ کند. ناخودآگاه این کار را در درون با رؤیاها و تصاویر قدرتمند انجام می‌دهد. بسیاری اوقات جزء ناخودآگاه می‌تواند برونی شود و آشکار گردد که در این صورت فرافکنی نام می‌گیرد. این کار می‌تواند شامل پاسخ عاطفی شدید نسبت به شخص دیگر یا موقعیتی خاص باشد.
یونگ بر آن است که هم خودآگاه و هم ناخودآگاه دربردارندهٔ یک عنصر شخصی و یک عنصر جمعی است.
خودآگاهی شخصی متشکل از احساس آگاهانه و بی‌واسطه محرک‌های بیرونی و درونی و نیز اثر به‌جامانده از محرک‌های پیشین که قابل بازگشت به خودآگاه بلافصل انسان است.
خودآگاهی جمعی همان جهان‌بینی یا روح زمانه‌است که از باورها و سوگیری‌ها و ایستارها و اصول هر جامعه یا گروه مشخص تشکیل می‌شود.
ناخودآگاه شخصی دربرگیرندهٔ عناصر زیر است: تجارب شخصی فراموش‌شده یا سرکوب‌شده - آثار به‌جامانده از محرک‌های بیرونی و درونی و آمیزه‌ای از اندیشه‌ها که خواه به دلیل ضعف و ناروشنی بیش از حد یا به دلیل سرکوب‌شدن هرگز به خودآگاه نرسیده‌اند.
ناخودآگاه جمعی از غرایز و اشکال موروثی ادراک یا اندریافت تشکیل می‌شود که هرگز فرد به آن‌ها آگاهی نداشته و در طول زندگی او به دست نیامده‌اند، بلکه وجه مشخص گروه کامل از افراد - خانواده، ملت یا همهٔ نوع بشر - می‌باشد.

## منش‌ها و سنخ‌های روانی
تعیین جهت نیروی روانی بخشی کلیدی از کار تحلیل‌گر روانی است. یونگ برای کمک به این تحلیل مجموعه‌ای از سنخ‌های روانی را عرضه نمود. نیروی روانی را می‌توان در دو منش اساسی تقسیم‌بندی کرد:
- برون‌گرا: نگرش برون‌گرا از بیرون برانگیخته می‌شود و با عوامل بیرونی و عینی هدایت می‌شود.
- درون‌گرا: نگرش درون‌گرا از درون برانگیخته می‌شود و با عوامل درونی و ذهنی هدایت می‌شود.

برون‌گراها و درون‌گراها در روابط متقابل‌شان سوءتفاهم و نسبت به یکدیگر عدم احترام دارند. همچنین برای روان چهار کنش نیز فرض می‌شود که به دو زوج متضاد تقسیم می‌شود:
انگیزش، تفکر، احساس، بصیرت که انگیزش زوج متضاد بصیرت و تفکر زوج متضاد احساس است. جهت‌گیری آگاهانه در فرد در جهت یکی از این چهار مورد است و به دلیل اصل ترمیم ناخودآگاه ضد هر مورد در ناخودآگاه خواهد بود و دو مورد باقی‌مانده به منزلهٔ کنش‌های نیمه‌آگاه و کمکی به کنش برتر کمک می‌کند.
یونگ دو منش درون‌گرا و برون‌گرا را با چهار کنش ترکیب نمود و هشت سنخ روانی ایجاد کرد. تعیین سنخ تحلیل‌گر را قادر می‌سازد تا از جهان‌بینی فرد و سیستم ارزشی او درک بهتری بیابد.

## صورت مثالی
سنخ‌های روانی بخشی از تحرکات وسیع‌تر نیروی روانی است که شامل چهار صورت مثالی می‌شود. این صورت‌ها به شکل جفت‌هایی عمل می‌کنند که یکی از آن‌ها خودآگاه بوده و توسط جفت ناخودآگاه ترمیم می‌شود:

### خود و سایه
خود سالم عناصر خودآگاه و ناخودآگاه را سازمان می‌کند و متعادل می‌سازد. یک خود ضعیف فرد را در تاریکی و در معرض خطر غرق‌شدن در باتلاق تصورات آشفته و ناخودآگاه قرار می‌دهد. یونگ در کتاب (انسان در راه کشف روح خود) می‌گوید: 
(خود) با (من) متفاوت است. (خود) تمامیّت روانی ماست و از خودآگاهی و اقیانوس بی‌کران روح نشأت می‌گیرد.
سایه معمولاً اشاره به یکی از ۲ مورد زیر دارد:
1. قسمتی ناخود آگاه از شخصیت فرد که نفس خوداگاه آن را جزئی از خود نمی‌پندارد. به دلیل اینکه شخص معمولاً قسمت‌های کمتر خواستنی خود را رد می‌کند یا نسبت به آن‌ها بی اطلاع است، سایه معمولاً منفی است.
2. کّل ناخودآگاه، یا به عبارت دیگر، تمام چیزهایی که شخص نسبت به آن‌ها خوداگاهی کامل ندارد. با تمام این وجود، گاهی جنبه‌های مثبت هم در سایه شخص پنهان می‌شوند.

### صورتک و روان‌انگاره
صورتک قسمتی از خودآگاه است که از طرف خود با جهان خارج سخن می‌گوید. (صورتک (persona) از کلمهٔ لاتین ماسک تئاتر گرفته شده‌است.
صورتک با طبقهٔ اجتماعی، شغل، فرهنگ و ملیت شکل می‌گیرد. انسان در موقعیت‌های مختلف از صورتک‌های گوناگون استفاده می‌کند، اما یک صورتک عمومی را می‌پذیرد که متعلق به سنخ کنشی برتر اوست.
جنبهٔ ناخودآگاه صورتک روان‌انگاره است. یونگ از نام‌های نر و ماده برای روح به زبان لاتین یعنی روان‌مردانه (animus) و روان‌زنانه (anima) استفاده می‌کند. روان‌انگاره همیشه با جنسیت متضاد با جنسیت فرد نشان داده می‌شود.
روان‌انگاره یک سنخ باستانی است که می‌تواند تمام ناخودآگاه را بنماید. این پدیده ارثی و بی‌زمان است اما با تجربهٔ واقعی فرد از جنس مقابل به خصوص پدر و مادر تغییراتی می‌کند. روان‌انگاره‌ها در رؤیاها، افسانه‌ها و تخیلات ظاهر می‌شوند، اما در عین حال فرافکنی هم می‌شوند و تصویر تحریف شده‌ای از افراد جنس مقابل ایجاد می‌نمایند.

## پی‌نوشت و منبع
1. ↑  «نسخه آرشیو شده». بایگانی‌شده از اصلی در ۱۹ فوریه ۲۰۱۵. دریافت‌شده در ۱۹ فوریه ۲۰۱۵.
2. ↑  primordial
3. ↑  self fulfillment
4. ↑  برابرنهاده‌های فرهنگستان زبان فارسی: دفتر هشتم بایگانی‌شده  در ۱۹ ژانویه ۲۰۱۲ توسط Wayback Machine. بازدید: نوامبر ۲۰۱۱.

- هاید، مگی و مگ‌گینس، مایکل. یونگ، آراد ناسخیان(تحلیلگر)قدم اول . ترجمهٔ نورالدین رحمانیان. نشر و پژوهش شیرازه. ۱۳۷۹